# Scoliopteryx
Scoliopteryx é um gênero de traça pertencente à família Arctiidae.